# Trendsetter (Coi Leray)
Trendsetter è il primo album in studio della rapper statunitense Coi Leray, pubblicato nel 2022.

## Tracce
1. Hollywood Dreams – 2:26
2. Blick Blick (with Nicki Minaj) – 2:58
3. Aye Yai Yai (with Yung Bleu) – 3:03
4. Mountains (with Fivio Foreign & Young M.A) – 2:48
5. Thief in the Night (with G Herbo) – 2:46
6. Overthinking (with H.E.R.) – 3:10
7. Clingy (with Nav) – 3:26
8. Heartbreak Kid – 2:24
9. Twinnem – 1:57
10. No More Parties (Remix) (featuring Lil Durk) – 3:12
11. Be Me (featuring Wallo267 & King Gillie) – 0:25
12. Lonely Fans – 1:36
13. Heart in a Coffin – 2:31
14. Paranoid (with Polo G) – 3:27
15. Box & Papers – 2:07
16. Mission Impossible (with Lil Tecca) – 2:13
17. Too Far – 2:22
18. Mustard's Interlude (with A Boogie wit da Hoodie) – 2:30
19. Anxiety – 3:06
20. Big Purr (Prrdd) (featuring Pooh Shiesty) – 1:56

## Classifiche
| Classifica (2022) | Posizione raggiunta |
| ----------------- | ------------------- |
| Stati Uniti       | 89                  |